# Girolamo Manisco
Girolamo Manisco (Taranto, 31 agosto 1917 – Roma, 18 giugno 2012) è stato un militare italiano.
Fu un elemento della Xª Flottiglia MAS (poi di Mariassalto) durante la seconda guerra mondiale.

## Biografia
Girolamo Manisco nacque a Taranto il 31 agosto 1917. Come altri futuri membri della Xª Flottiglia MAS, si arruolò come Allievo ufficiale presso l'Accademia Navale di Livorno, e nel maggio 1941 conseguì la nomina a guardiamarina di complemento, destinato alla Stazione Sommergibili di Brindisi. Dopo un tirocinio riuscì ad entrare nella Xª Flottiglia MAS per diventare dopo poco tempo Operatore dei Mezzi d'Assalto, qualifica con la quale partecipò alla missione di forzamento della base inglese di Gibilterra il 22 dicembre 1942; l'esito di questa però fu negativo: Manisco, avvistato e bersagliato da bombe di profondità, cercò di attirare su di se l'attenzione degli inglesi per permettere ad altri suoi commilitoni di colpire gli obiettivi designati, ma venne costretto a rinunciare e fu preso prigioniero, dopo aver però distrutto il suo apparecchio per non farlo cadere in mano nemica. Per l'azione fu decorato con la Medaglia d'Oro al Valor Militare, un riconoscimento conferito raramente ai viventi.
Rimpatriato nell'aprile 1944, partecipò alla guerra di liberazione inquadrato sotto Mariassalto, in collaborazione con subacquei inglesi, al forzamento del porto della Spezia avvenuto nella notte del 22 giugno dello stesso anno, ed a quello di Genova del 19 aprile 1945, durante il quale venne danneggiata la portaerei Aquila. Proprio durante quest'ultima azione il mezzo di Manisco subì un'avaria, e quindi il tarantino fu costretto a rinunciare all'attacco e ad affondare il proprio MAS.

Il 3 agosto 1947 Girolamo Manisco venne congedato, così egli riprese gli studi interrotti conseguendo la laurea in Ingegneria Elettromeccanica all'Università degli Studi di Torino. Una volta fatto questo si trasferì in Venezuela, nel gennaio 1955, per dirigere un complesso industriale a Caracas, ma ritornò in Italia nel 1963 dove fu promosso tenente di vascello nella riserva di complemento.
È morto la notte del 18 giugno del 2012 all'età di 94 anni presso l'ospedale Policlinico Gemelli di Roma.

## Onorificenze
Destinato alla Xª Flottiglia M.A.S., dopo lungo pericoloso allenamento, veniva assegnato alla più ardita azione di forzamento intrapresa dalla Marina ed affrontava con estrema decisione e freddo coraggio i più recenti e micidiali ritrovati della tecnica bellica nell'assalto alla munitissima base nemica.
Raggiunte quasi le ostruzioni retali, dopo aver superato con temeraria schermaglia le bombe subacquee lanciate con frequente ritmo da unità di vigilanza foranea, veniva scoperto ed investito da intenso tiro di armi leggere, mentre la piazzaforte in allarme si illuminava a giorno nell'ansia della ricerca.